# Ethan Frome
Ethan Frome is een roman geschreven door de  Amerikaanse auteur Edith Wharton en werd oorspronkelijk gepubliceerd in 1911. Het verhaal ontstond uit een opdracht die Wharton schreef voor een Franse taalles in Parijs, maar werd later uitgewerkt tot de roman die het nu is. De setting en cultuur van New England, zoals beschreven in het boek, zijn gebaseerd op Whartons ervaringen gedurende tien jaar in haar huis in Lenox in de Amerikaanse staat Massachusetts. Het plot volgt de tragische gevolgen van een liefdesdriehoek tussen de hoofdpersonages Ethan Frome, zijn vrouw Zeena en haar nicht Mattie.
Het boek ontving overwegend positieve kritieken, met The New York Times die het beschreef als een aangrijpend en beklijvend verhaal. Ondanks dat Wharton zich in dit werk distantieerde van haar gebruikelijke portrettering van de elite bovenklasse, behandelt het verhaal universele thema's, waarbij de personages geconfronteerd worden met dilemma's tussen plicht en verlangen. Echter, het werd ook bekritiseerd door sommigen, zoals Lionel Trilling, die beweerde dat het ontbrak aan morele of ethische betekenis.

## Externe Links
- Ethan Frome